# Famille de Botherel du Plessis
La famille de Botherel du Plessis est une famille subsistante de la noblesse française, originaire de Bretagne, anoblie en 1595.

## Histoire
La famille de Botherel du Plessis est issue de Pierre Boterel (mort le 4 octobre 1606), avocat, sénéchal de La Frélonnière, anobli en 1595. La famille a été maintenue noble en Bretagne le 1er octobre 1668. Elle était recensée dans la seigneurie de Montellon, dépendant de la paroisse d'Acigné, dans l'évêché de Rennes.
La famille de Botherel du Plessis a été admise à l'ANF le 6 juin 1985.

## Filiation
- François Botherel (né le 13 octobre 1569), conseiller du roi, lieutenant du grand prévôt des maréchaux de France.
- François Botherel (1644-1707), seigneur du Plessis, conseiller au Présidial de Rennes.
- Gilles Botherel (1645-1717), mousquetaire du roi, lieutenant-colonel au régiment de Saint-Simon-cavalerie, gouverneur de Dinan[réf. nécessaire], maréchal de camp[6].
- Anne Nicolas Botherel (1683-1750), gouverneur de la ville et du château de Dinan.
- Jean François Botherel (1685-1738), abbé de Beaulieu.
- Bertrand François Botherel (1717-1756), lieutenant des maréchaux de France.
- Charles Botherel (1728-1872), chanoine de la cathédrale de Vannes.
- René Anne François Botherel (1728-1781), gouverneur de la ville et du château de Dinan.
- Victor Hilarion Botherel de la Bretonnière (né en 1739), présenté dans l'ordre de Saint-Jean de Jérusalem le 11 août 1760[7],[8].
- Anne Claude Luc Hilarion Botherel (1740-1779), aide-major au régiment de Périgord, major au régiment de la Martinique, tué en 1779 à La Grenade (Antilles), chevalier de Saint-Louis.
- René-Jean de Botherel du Plessis (1745-1805), procureur syndic aux États de Bretagne. Émigré au temps de la Révolution française, il prend part au débarquement de Quiberon en 1795 et parvient à échapper au massacre, décidé par les Républicains en dépit des engagements pris par le général Hoche. Henri François de Botherel du Plessis, débarqué à Quiberon avec son père, est fait prisonnier sous la promesse de vie sauve. Mais il est fusillé à Vannes le 8 fructidor. Sa dépouille mortelle repose dans la Chapelle expiatoire de la Chartreuse d'Auray.
- Félicité Pierre de Botherel du Plessis (né en 1770), chef chouan, colonel de la division de Médréac et de Saint-Méen-le-Grand.
- Constant de Botherel du Plessis (1776-1860), officier des Armées Royales de Bretagne.
- Waldemar Guillaume Nême de Botherel du Plessis, seigneur de La Bretonnière (1829- ), contre-amiral, commandeur de la Légion d'honneur, chevalier de Saint-Louis.
- Charles de Botherel du Plessis (1858- ), inspecteur des Eaux et Forêts, conseiller général d'Ille-et-Vilaine.

## Pour approfondir